# Swedish Open 1989
Lo Swedish Open 1989 è stato un torneo di tennis giocato sulla terra rossa. 
È stata la 42ª edizione del torneo, che fa parte della categoria del Nabisco Grand Prix 1989 e della Tier V nell'ambito del WTA Tour 1989. 
Sia il torneo maschile che quello femminile si sono giocati a Båstad in Svezia, quello maschile dal 31 luglio al 6 agosto, quello femminile dal 24 al 30 luglio 1989.

## Campioni

### Singolare maschile
Paolo Canè ha battuto in finale  Bruno Orešar con il punteggio di 7–6, 7–6

### Singolare femminile
Katerina Maleeva ha battuto in finale  Sabine Hack con il punteggio di 6–1, 6–3

### Doppio maschile
Per Henricsson /  Nicklas Utgren hanno battuto in finale  Josef Čihák /  Karel Nováček con il punteggio di 7–5, 6–2

### Doppio femminile
Mercedes Paz /  Tine Scheuer-Larsen hanno battuto in finale  Sabrina Goleš /  Katerina Maleeva con il punteggio di 6–2, 7–5